# Бон-е Гонбад
Бон-е Гонбад (перс. بن گنبد) — село в Ірані, у дегестані Мальмір, у бахші Сарбанд, шагрестані Шазанд остану Марказі. За даними перепису 2006 року, його населення становило 67 осіб, що проживали у складі 19 сімей.

## Клімат
Середня річна температура становить 11,93 °C, середня максимальна – 30,94 °C, а середня мінімальна – -10,92 °C. Середня річна кількість опадів – 301 мм.
| Клімат поселення                              | Клімат поселення | Клімат поселення | Клімат поселення | Клімат поселення | Клімат поселення | Клімат поселення | Клімат поселення | Клімат поселення | Клімат поселення | Клімат поселення | Клімат поселення | Клімат поселення | Клімат поселення |
| Показник                                      | Січ.             | Лют.             | Бер.             | Квіт.            | Трав.            | Черв.            | Лип.             | Серп.            | Вер.             | Жовт.            | Лист.            | Груд.            |                  |
| Середній максимум, °C                         | 7,98             | 9,67             | 13,92            | 20,01            | 25,03            | 30,63            | 30,94            | 30,42            | 25,77            | 20,39            | 13,40            | 7,78             |                  |
| Середня температура, °C                       | −1,47            | 0,21             | 4,46             | 10,55            | 15,58            | 21,18            | 24,92            | 24,42            | 19,76            | 14,38            | 7,39             | 1,78             |                  |
| Середній мінімум, °C                          | −10,92           | −9,24            | −4,98            | 1,12             | 6,13             | 11,73            | 18,93            | 18,40            | 13,76            | 8,38             | 1,40             | −4,23            |                  |
| Норма опадів, мм                              | 49               | 43               | 55               | 38               | 30               | 6                | 1                | 1                | 0                | 6                | 28               | 44               |                  |
| Середньомісячна швидкість вітру, м/с          | 1.86             | 2.66             | 2.95             | 2.76             | 2.56             | 2.48             | 2.61             | 2.32             | 2.31             | 2.02             | 2.00             | 1.59             |                  |
| Середньомісячна сонячна радіація, кДж/м²·день | 9362             | 12556            | 15227            | 18527            | 22560            | 27006            | 25999            | 24278            | 21452            | 16064            | 11244            | 9164             |                  |
| --------------------------------------------- | ---------------- | ---------------- | ---------------- | ---------------- | ---------------- | ---------------- | ---------------- | ---------------- | ---------------- | ---------------- | ---------------- | ---------------- | ---------------- |
| Джерело:                                      |                  |                  |                  |                  |                  |                  |                  |                  |                  |                  |                  |                  |                  |